# هایدلبرگ (کیپ غربی)
هایدلبرگ شهری در کیپ غربی، آفریقای جنوبی است. در نزدیکی ساحل جنوبی آفریقای جنوبی، در بزرگراه اِن۲ ، در منطقه هسکوا، واقع شده است.۲۷۴ کیلومتری شرق کیپ تاون (تقریباً در نیمه راه بین کیپ تاون و کنیسنا). هایدلبرگ شروع مسیر باغ را نشان می‌دهد. هایدلبرگ بخشی از شهرداری محلی هسکوا (به انگلیسی: Hessequa) است.
قدمت خانه تاریخی فوری به سال ۱۷۲۸ برمی گردد و آن را به یکی از قدیمی‌ترین ساختمان‌های آفریقای جنوبی تبدیل می‌کند. این بنا دارای وضعیت آثار ملی است.

## تاریخ
در سال ۱۷۱۶، لوئیس فوری (۱۶۹۰-۱۷۶۷) حق چرا را از فرماندار ون در استل دریافت کرد و در کنار رودخانه دویونهوکز ساکن شد. اینجا جایی بود که او بعداً خانه دونبم (به انگلیسی: Doornboom) را ساخت - که در سال ۱۷۲۸ ثبت شد - و مزرعه دونبم تأسیس شد.
این منطقه در ابتدا بخشی از ناحیه بزرگ ریوردیل بود تا اینکه شورای کلیسای اصلاح‌شده هلندی ریوردیل در سال ۱۸۵۵ بخشی از مزرعه دونبم را خریداری کرد تا شهر را در آنجا بسازد، زمانی که یک جماعت جدید اصلاح‌شده هلندی برای کشاورزان بین اِسوِلندِم (به انگلیسی: Swellendam) و ریوسدال (به انگلیسی: Riversdale) ایجاد شد.
این شهر در اطراف کلیسا رشد کرد و به افتخار شهر آلمانی، هایدلبرگ، به دلیل تعالیم هایدلبرگ که در کلیسا انجام می‌شد، نامگذاری شد.

در سال ۱۹۰۳ هایدلبرگ بخشی از شبکه راه‌آهن شد و به یک پیوند حمل‌ونقل مهم برای صنایع پشم، گندم، میوه و تنباکو این منطقه تبدیل شد. این رودخانه، Duivenhoks (Dovecote) توسط یک کاشف به نام Isaq Schrijver نامگذاری شده است، که کبوترهای زیادی را در جایی که رودخانه به اقیانوس هند می‌ریزد، در محلی به نام پانجی (به انگلیسی: Puntjie)  مشاهده کرد.

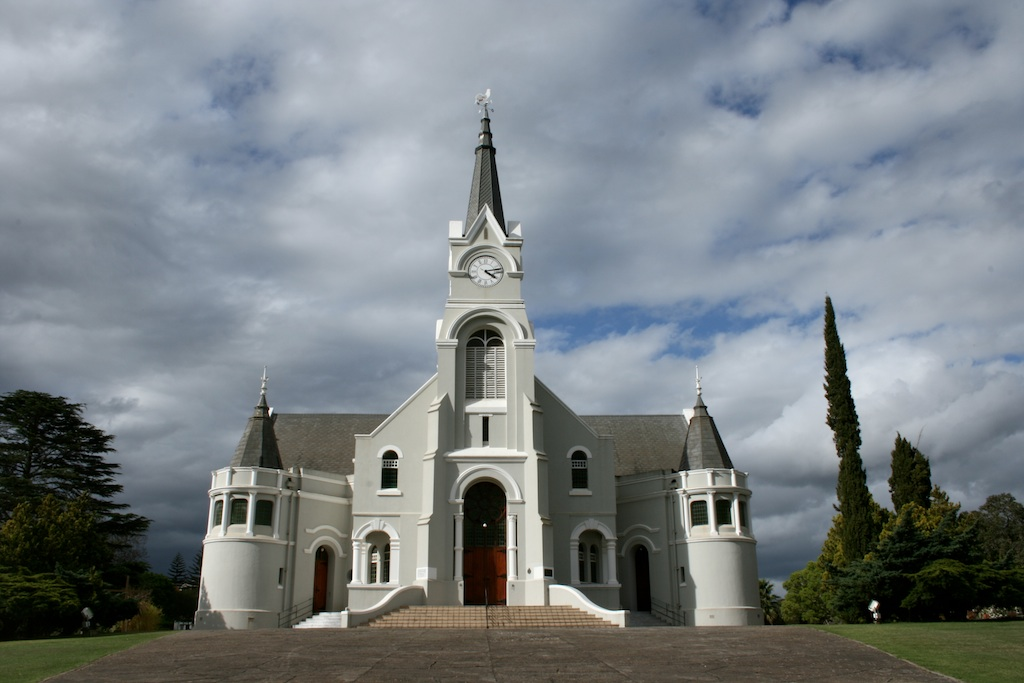
کلیسای اصلاح شده هلندی در هایدلبرگ
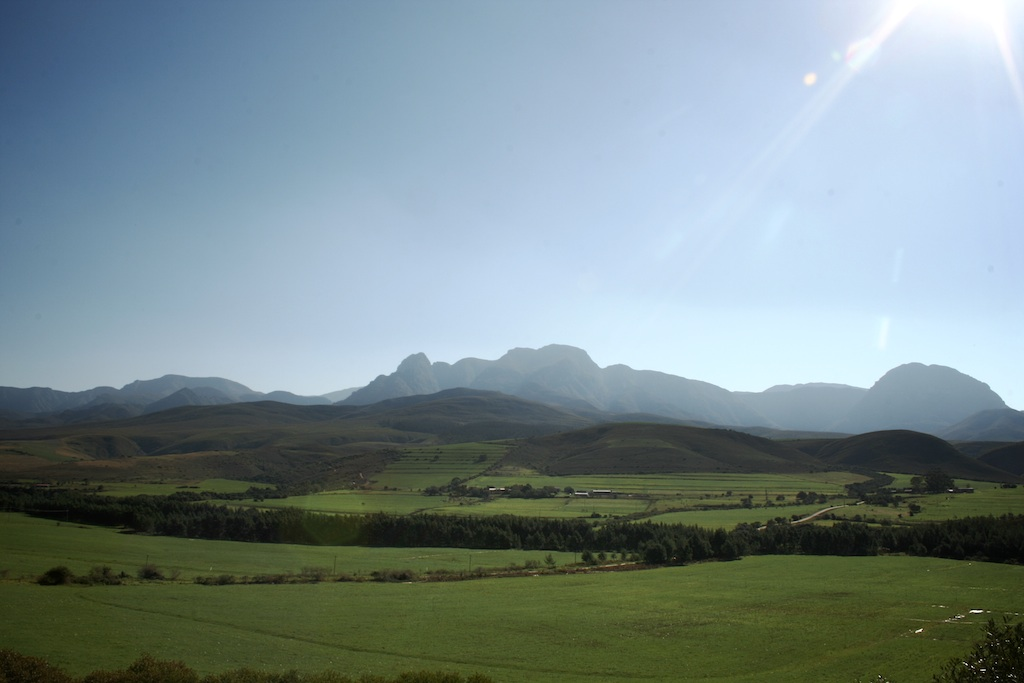
دره دور افتاده در هایدلبرگ. کیپ غربی
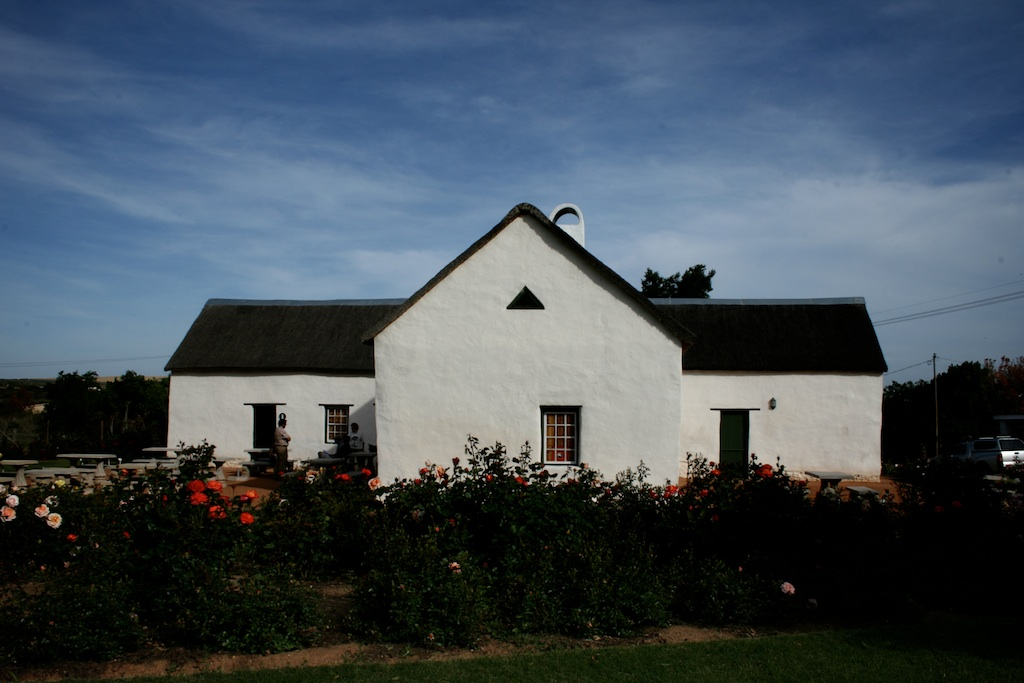
خانه فوری/ خانه مزرعه دونبرم . قدیمی ترین خانه در هایدلبرگ. در سال ۱۷۲۸ ساخته شده است

## لینک های خارجی
- وب سایت اطلاعات و گردشگری هایدلبرگ
- صفحات گردشگری Hessequa
- آب و هوای هایدلبرگ